# Farmer (Dakota del Sud)
Farmer è un centro abitato (town) degli Stati Uniti d'America, situato nella Contea di Hanson nello Stato del Dakota del Sud. La popolazione era di 10 persone al censimento del 2010. Fa parte dell'area micropolitana di Mitchell.

## Storia
Un ufficio postale chiamato Farmer fu creato nel 1890, e rimase in funzione fino a quando non è stato interrotto nel 1992. La maggior parte dei primi coloni erano agricoltori da cui è derivato il nome della città.

## Geografia fisica
Farmer è situata a 43°43′29″N 97°41′19″W (43.724747, -97.688492).
Secondo lo United States Census Bureau, ha un'area totale di 0,08 miglia quadrate (0,21 km²).

## Società

### Evoluzione demografica
Secondo il censimento del 2010, c'erano 10 persone.

### Etnie e minoranze straniere
Secondo il censimento del 2010, la composizione etnica della città era formata dal 100,0% di bianchi.